# Liubov Sokolova
Liubov Vladímirovna Sokolova  (Ruso: Любо́вь Влади́мировна Соколо́ва, por sus matrimonios, Shashkova y Kýlich: Шашко́ва, Кылыч), también conocida como Lioubov Chachkova; nacida el 4 de diciembre de 1977) es una exjugadora de voleibol rusa. Su nombre de soltera es Lioubov Sokolova. También es conocida como Lioubov Kılıç. Es miembro de la selección de voleibol femenino de Rusia, que ganó la medalla de oro en el Campeonato Mundial de Voleibol Femenino de 2006 y en el Campeonato Mundial de Voleibol Femenino de 2010 en Japón; y las medallas de plata en los Juegos Olímpicos de Sídney 2000 y en los Juegos Olímpicos de Atenas 2004.

## Vida personal
Se casó con el entrenador de voleibol turco Aytaç Kılıç cuando jugaba para el Eczacıbaşı Istanbul. Tiene un hijo llamado Daniel Shashkov (de su exesposo). Además de ser rusa, también posee la nacionalidad turca.

## Carrera
Sokolova cuenta con numerosos premios individuales en todas las categorías. En 2006 fue premiada como "La mejor jugadora de Europa".
También ganó la CEV Top Teams Cup 2006-07 con el equipo español Grupo 2002 Murcia, y fue premiada como "Jugadora más Valiosa (MVP)" y "Mejor Servicio".
Sokolova además se alzó con la medalla de bronce en La Liga de Campeones de Voleibol Femenino 2010-11 con el Fenerbahçe Acıbadem.
A finales de 2016, Sokolova anuncia su retiro de las canchas debido a sus lesiones. Es considerada una de las mejores jugadoras de todos los tiempos, debido a su estatura, fuerza de salto y su precisión, era considerada una amenaza para el equipo rival.

## Clubes
- CSKA de Moscú (1992–1995)
- Rossy de Moscú(1995–1996)
- Mladost Zagabria (1997–1998)
- Hitachi (1998–1999)
- Uralotchka NTMK Ekaterinburg (1999–2000)
- Eczacıbaşı Zentiva (2000–2001)
- Radio 105 Foppapedretti Bergamo (2002–2005)
- Monte Schiavo Banca Marche Jesi (2005–2006)
- Grupo 2002 Murcia (2006–2007)
- Zarechie Odintsovo (2007–2009)
- Monte Schiavo Banca Marche Jesi (2009–2010)
- Fenerbahçe Acıbadem (2010–2012)
- Eczacıbaşı VitrA (2012–2013)
- Dinamo Krasnodar (2013–2016)

## Premios

### Individuales
- Grand Prix de Voleibol de 1999 "Mejor Servicio"

- Campeonato Mundial de Voleibol Femenino de 1999 "Mejor Atacante"

- Campeonato Mundial de Voleibol Femenino de 1999 "Mejor Recepción"

- 2006 CEV "Mejor Jugadora de Europa"

- Grand Prix de Voleibol de 2000 Jugadora más Valiosa (MVP)

- ((Campeonato Europeo de Voleibol Femenino de 2001)) Mejor Servicio

- ((Campeonato Europeo de Voleibol Femenino de 2001)) Mejor Recepción

- Copa de la Cev 2004  Mejor Servicio

- Copa de la Cev 2004 "Jugadora más Valiosa (MVP)"

- Campeonato Europeo de Voleibol Femenino de 2007 "Mejor Recepción"

- Copa de la CEV 2006-07 "Jugadora más Valiosa (MVP)"

- Copa de la CEV 2006-07 "Mejor Servicio"

### Por equipo
- 2001 Copa Turca - Campeón, con el Eczacibasi Istanbul
- 2001 Superliga Turca - Campeón, con el Eczacibasi Istanbul
- 2004 Superliga Italiana - Campeón, con el Radio 105 Foppapedretti Bergamo
- 2005 Copa Italiana - Campeón, con el Radio 105 Foppapedretti Bergamo
- 2006 Supercopa de España de Voleibol Femenino - Campeón, con el Grupo 2002 Murcia
- 2007 Copa de la Reina de voleibol (España) - Campeón, con el Grupo 2002 Murcia
- 2007 Superliga Española - Campeón, con el Grupo 2002 Murcia
- 2007 Top Teams Cup - Campeón, con el Grupo 2002 Murcia
- 2008 Superliga Rusa - Campeón, con el Zarechie Odintsovo
- 2008 Copa Rusa - Campeón, con el Zarechie Odintsovo
- 2010 Supercopa Turca - Campeón, con el Fenerbahçe Acıbadem
- Campeonato Mundial de Voleibol Femenino de Clubes de 2010 - Campeón, con el Fenerbahçe Acıbadem
- 2010/11 CEV Liga de Campeones de voleibol - medalla de bronce, con el Fenerbahçe Acıbadem